# George « Harmonica » Smith
Pour les articles homonymes, voir George Smith et Smith.
Allen George Smith, mieux connu sous le nom de George « Harmonica » Smith (né le 22 avril 1924 à West Helena dans l'Arkansas et mort le 2 octobre 1983 à Los Angeles en Californie), est un chanteur et harmoniciste de blues américain. Particulièrement doué, il explora des sons au-delà de ce qu'avait fait Little Walter et fut l'un des premiers harmonicistes à utiliser l'amplification électrique,.
Il a publié ses singles et albums sous plusieurs noms : George Smith, Little George Smith, George Allen et Little Walter Jr..
En 2020, il est introduit au Blues Hall of Fame.

## Biographie
Allen George Smith naît le 22 avril 1924 à West Helena, dans l'Arkansas,, mais il est élevé à Cairo dans l'Illinois. À l'âge de quatre ans, il prend déjà des cours d'harmonica avec sa mère, qui est guitariste,. Au début de l'adolescence, il commence à jouer dans les villes du Sud avant de rejoindre un groupe de country appelé Early Woods puis un groupe de gospel du Mississippi appelé Jackson Jubilee Singers. En 1941, il déménage avec sa mère à Rock Island dans l'Illinois avant de retourner dans le Mississippi, où il gagne sa vie en jouant de la musique et en travaillant comme projectionniste dans un cinéma. C'est là qu'il commence à expérimenter le jeu de l'harmonica amplifié : il prend un vieux projecteur de cinéma 16mm, en extrait l'amplificateur/haut-parleur et commence à l'utiliser en rue,.
En 1949, Smith s'installe à Chicago pour poursuivre sa carrière,,. Il devient proche de Little Walter, et intègre le Muddy Waters Band pour remplacer Henry Strong, le successeur de Little Walter au sein de ce célèbre groupe de blues, après que Strong ait été poignardé à mort par une petite amie jalouse. Mais George « Harmonica » Smith ne reste pas longtemps dans le groupe de Muddy Waters, et nul ne sait si c'est à cause de divergences stylistiques ou parce qu'il ne se contente pas d'être un simple sideman : il y sera remplacé en 1955 par James Cotton.
En 1954, Smith travaille à Kansas City où, au début de 1955, Joe Bihari de la compagnie de disques Modern Records, en voyage de prospection, le découvre et lui offre un contrat sur son label, où il publie ses premiers enregistrements Telephone Blues et Blues in the Dark, sortis sous le nom de Little George Smith,. En 1955, Smith part en tournée avec Little Willie John et Champion Jack Dupree : la tournée se termine à Los Angeles et Smith s'y installe, passant le reste de sa vie dans cette ville,. À cette époque, le rock 'n' roll en plein développement érode les ventes des disques de blues, et George Smith est abandonné par le label Modern. Il multiplie alors les noms de scène pour attirer plus de gens à ses concerts.
En 1966, lorsque James Cotton quitte le groupe de Muddy Waters, ce dernier demande à George Smith de réintégrer son groupe : Smith s'installe à Chicago mais, à nouveau, cela ne dure pas et il retourne à Los Angeles,. Smith et Waters restent cependant amis, et à la mort de Little Walter en 1968, le groupe de Muddy accompagne George Smith sur son album Tribute to Little Walter, sorti sur le label World Pacific,. En 1969, le producteur musical Bob Thiele produit un excellent album solo de Smith sur le label Bluesway, et se sert ensuite de Smith comme sideman pour son label Blues Times, entre autres pour des enregistrements avec T-Bone Walker et Harmonica Slim. À la fin des années 1960, George « Harmonica » Smith devient le mentor d'une nouvelle génération d'harmonicistes comprenant Kim Wilson, James Harman, William Clarke et Rod Piazza. Il forme le groupe Bacon Fat avec ce dernier. Il devient moins actif dans les années 1970, apparaissant encore avec son groupe Bacon Fat, avec Eddie Taylor et Big Mama Thornton.
George « Harmonica » Smith meurt le 2 octobre 1983 dans un hôpital de Los Angeles en Californie et est enterré au Lincoln Memorial Park Cemetery à Compton, une ville du comté de Los Angeles.

## Discographie
George « Harmonica » Smith a réalisé de nombreux singles, ainsi que sept albums solo,. Il a également enregistré plusieurs albums en collaboration avec d'autres bluesmen et a par ailleurs accompagné de nombreux bluesmen ou blues bands, que ce soit sur des singles ou sur des albums.

### Albums studio
- 1968 : Tribute to Little Walter (sous le nom de George Smith)
- 1969 : ...of the Blues (sous le nom de George Smith)
- 1970 : No Time For Jive(sous le nom de George Smith)
- 1971 : Arkansas Trap(sous le nom de George Smith)
- 1976 : Blowin' the Blues(sous le nom de George Smith)
- 1982 : Boogie'n with George
- 1983 : Pick Your Choice(sous le nom de George Smith)
- 1981 : Oopin' Doopin' Doopin' (sous le nom de Little George Smith)

### Singles
- 1955 : Blues In The Dark / Telephone Blues (sous le nom de Little George Smith)
- 1955 : Blues Stay Away / Oopin' Doopin' Doopin' (sous le nom de Little George Smith)
- 1956 : Love Life / Cross-Eyed Suzzie Lee (sous le nom de George Smith)
- 1956 : You Don't Love Me / Down In New Orleans (sous le nom de George Smith)
- 1957 : As Long As I Live / Nobody Knows (sous le nom de George Smith)
- 1956 : Miss O Malley's Rally / I Don't Know (sous le nom de Little Walter Jr.)
- 1960 : Times Won't Be Hard Always / Tight Dress (sous le nom de George Allen)
- 1961 : Loose Screws / The Will To Go On (sous le nom de George Allen)
- 1961 : Until You Come Home / I Want A Woman (sous le nom de George Allen)
- 1961 : You Can't Undo What's Been Done / Rope that Twist (sous le nom de George Allen)
- 1961 : Times Won't Be Hard Always / I Must Be Crazy (sous le nom de George Allen)

### Collaborations
- 1968 : Blues With A Feeling - A Tribute to Little Walter, George Smith & The Chicago Blues Band, avec Otis Spann et Muddy Waters
- 1970 : Grease One For Me, album du groupe Bacon Fat (George Smith, Gregg Schafer, Buddy Reed, J.D. Nicholson, Jerry Smith, Dick Innes)
- 1971 : Tough Dude, album du groupe Bacon Fat
- 1979 : The Blues Show! Live at Pit Inn, avec le guitariste le Phillip Walker Band
- album publié en 1990 : William Clarke And The NightOwls, avec l'harmoniciste William Clarke et le guitariste Curtis Griffin

### En tant qu'accompagnateur

#### Singles
- 1954 : It Must Have Been The Devil, single d'Otis Spann
- 1955 : Me And My Mule, single de Champion Jack Dupree
- 1956 : Overhead, single de Champion Jack Dupree
- 1956 : Sharp Harp, single de Champion Jack Dupree
- 1963 : Somewhere Down The Line, single de Little Johnny Taylor
- 1966 (?) : Help Yourself, single de Little Johnny Taylor

#### Albums
- 1958 : Two Shades Of Blues, album de Jimmy Rushing et Champion Jack Dupree
- 1963 : Big Jay McNeely recorded live at Cisco's, Manhattan beach, Calif., album de Big Jay McNeely
- 1966 : The Bluesmen of the Muddy Waters Chicago Blues Band, album du Muddy Waters Chicago Blues Band
- 1966 : The Blues Is Where It's At, album d'Otis Spann
- 1968 : Encore For The Chicago Blues, album des Muddy Waters Blues Men
- 1969 : Slim's Got His Thing Goin' On, album de Sunnyland Slim
- 1969 : The Way It Is, album de Big Mama Thornton
- 1969 : The Real Boss Of The Blues, album de Big Joe Turner
- 1969 : Super Black Blues, album de T-Bone Walker, Big Joe Turner et Otis Spann
- 1969 : The Return Of Harmonica Slim, album d'Harmonica Slim (Travis L. Blaylock)
- 1969 : Head Start, album de Bob Thiele Emergency
- 1970 : Big Joe Turner Turns On The Blues, album de Big Joe Turner
- 1970 : Blues Full Circle, album de Tim Williams
- 1972 : I Feel So Bad, album d'Eddie Taylor
- 1973 : Heart Loaded With Trouble, album d'Otis Spann
- 1975 : Jail, album de Big Mama Thornton
- 1976 : Blues For Everybody, album de Champion Jack Dupree
- 1978 : Mama's Pride, album de Big Mama Thornton
- 1979 : Crawl Back To Louisiana, lbum de Phillip Walker & Lonesome Sundown
- 1979 : The Chicago Flying Saucer Band featuring Rod Piazza
- 1980 : Spoon's Life, album de Jimmy Witherspoon
- 1980 : My Soul Is Blue, album de Johnny Dollar
- 1980 : I Shoulda Been A Preacher, album de Little Johnny Taylor
- 1980 : Blues from Los Angeles (The 1980's), album de William Clarke and the NightOwls
- 1981 : Yes, The Blues, album de Clark Terry